# Ethno jazz
L'ethno jazz, noto anche come world jazz, è un sottogenere del jazz e della world music, sviluppato a livello internazionale negli anni '50 e '60 e caratterizzato da una combinazione di jazz tradizionale ed elementi musicali non occidentali. Anche se occasionalmente eguagliato o considerato il successore della world music, un significato indipendente di ethno jazz emerse intorno al 1990 attraverso il successo commerciale della musica etnica attraverso la globalizzazione, che ha osservato in particolare l'attenzione dell'occidente sulle interpretazioni musicali asiatiche. L'origine dell'ethno jazz è stata universalmente attribuita al sassofonista John Coltrane.
Esempi degni di nota di ethno jazz comprendono l'emergere del jazz attraverso lo scambio del jazz di New Orleans e Cubano, il jazz afrocubano degli anni '40 e '50 e l'influenza araba presente in alcuni jazzisti americani degli anni '50 e '60.

## Origini

### Globalizzazione
La globalizzazione ha consentito l'ascesa dell'ethno jazz. La rivoluzione industriale del XIX secolo ha creato nuove reti commerciali globali che hanno facilitato la diffusione di fenomeni interculturali. Philip Bohlman, etnomusicologo dell'Università di Chicago, ha descritto il jazz come la "musica della diaspora africana", descrivendo il movimento di idee tra i Caraibi, gli Stati Uniti e l'Europa occidentale. Il jazz in America è nato dalle tensioni razziali ed è stato visto dagli afroamericani come una forma di resistenza. Queste idee di resistenza sono state diffuse e ridefinite attraverso la globalizzazione.
La globalizzazione ha portato il jazz a un pubblico più ampio attraverso registrazioni e spettacoli itineranti. Gli esempi includono una band di New Orleans, la "Original Creole Orchestra", che fece tournée in Canada per la prima volta durante l'autunno del 1914, esibendosi al Pantages Playhouse Theatre di Winnipeg, la prima esibizione jazz fuori dagli Stati Uniti e l'inizio del jazz come un movimento internazionale. La Original Dixieland Jazz Band fece un tour in Europa nel 1919 ed era abbastanza popolare da continuare a girare l'Inghilterra per un anno. La loro musica si diffuse in tutto il mondo. Paesi come la Cina iniziarono festival jazz con abbastanza sostegno pubblico da diventare tradizioni annuali. Anche i musicisti al di fuori degli Stati Uniti stavano guadagnando popolarità. Uno dei più rispettati musicisti jazz non americani fu il chitarrista Jean "Django" Reinhardt, nato da una famiglia rom e che si è esibito con musicisti famosi come Arthur Briggs, Bill Coleman e Bill Arnold. Il suo stile predominante era il "gypsy jazz". Viaggiare e imparare da altre culture è stato un altro fattore che ha influenzato lo sviluppo dell'ethno jazz. Ad esempio, una varietà di musicisti come il pianista Randy Weston, il trombettista Lester Bowie, il batterista Max Roach e i polistrumentisti Yusef Lateef e Ornette Coleman erano affascinati dalla musica di altre culture. Andarono in Africa e studiarono le melodie, i ritmi e le armonie di diversi paesi, e li adattarono nel loro jazz e nelle loro composizioni.  Artisti come Wayne Shorter e Marcus Miller hanno trovato ispirazione nel jazz del Maghreb dell'Africa nord-occidentale.
Lo scambio musicale interculturale è stato ben accolto a livello internazionale, ispirando molti musicisti ad assumere influenze interculturali. Molti di questi musicisti hanno riportato artisti stranieri e i loro stili musicali nei loro paesi d'origine, il che ha portato un certo numero di grandi nomi del jazz ad assumere immigrati per esibirsi nei loro progetti ethno jazz.

### Nordamerica
John Coltrane è generalmente considerato il padre dell'ethno jazz, avendo incorporato elementi musicali africani, mediorientali e indiani in molte delle sue composizioni. Uno dei primi esempi riconosciuti di questa fusione può essere trovato nel ritmo africano della sua traccia del 1961 "Dahomey Dance", che Coltrane scoprì dopo un viaggio a Los Angeles all'inizio di quell'anno. "Amen" e "Sun Ship", registrati quattro anni dopo e pubblicati postumi sull'album Sun Ship, presentano entrambi un'ampia improvvisazione su conga e modelli ritmici comunemente usati di bongo, in contrasto con l'improvvisazione più comune di accordi, con la qualità vocale del sassofono tenore di Coltrane intenzionalmente in parallelo al suono di un corno africano che aveva sentito in una registrazione keniota della fine degli anni '30. Il suo brano d'avanguardia del 1967 "Ogunde", dal nome del musicista nigeriano Hubert Ogunde, è stata registrata nello stile libero e lirico dello stesso nome, che incarnava un movimento per tornare alla musica tradizionale africana non influenzata da elementi europei. Il sound afro-orientale di Coltrane è meglio esemplificato in "Africa", dall'album Africa/Brass, che è stato creato traendo ispirazione ritmica e timbrica da molti dischi africani.
L'incorporazione di stili indiani e mediorientali da parte di Coltrane nella sua musica fu più limitata, ma comunque prevalente. Nel 1961, dichiarò la sua intenzione di usare i "suoni e le scale particolari" dell'India "per produrre significati emotivi specifici, come nella [sua stessa composizione] 'India'". Sia "Impressions" che gli accordi di "So What", il brano jazz più popolare di tutti i tempi, registrato con Miles Davis, sono incentrati su una scala inventata da Coltrane come un mix di raga indiani e scale occidentali. In un'altra collaborazione con Miles Davis, intervenne sulla registrazione di "Teo", dove il suo suono è notevolmente più "mediorientale" rispetto ai precedenti dischi di Davis, e sullo spartito della sua stessa composizione "All or Nothing At All", Secondo quanto riferito, Coltrane scrisse a mano la frase "sentimento arabo".

### Jazz latino e Sudamerica
Uno dei generi più popolari dell'etno jazz è il latin jazz, caratterizzato da una combinazione di elementi jazz con la musica tradizionale latino-americana. Inoltre, la strumentazione svolge un ruolo importante. Mentre i gruppi jazz standard dispongono di una sezione ritmica (pianoforte, chitarra, basso e batteria) e di fiati (sassofono, tromba o trombone), la musica latina fa uso di molti più strumenti a percussione, come timbales, conga, bongo, maracas, claves, güiro e vibrafono, suonate per la prima volta in un ambiente latino da Tito Puente. I musicisti combinano queste due strumentazioni per creare un suono latin jazz. Cuba e il Brasile sono stati tra i primi paesi a sviluppare questa musica, e quindi tra i più influenti.

#### Cuba
La musica afrocubana si è sviluppata a Cuba dalle origini dell'Africa occidentale ed è caratterizzata dall'uso di clave cubane. Esistono due tipi di clave: la rumba e il son, entrambi tipicamente utilizzati in uno schema di due misure in tempo tagliato. Entrambi aggiungono una base, un'atmosfera e un flusso alla musica, creando poliritmi e asimmetrie all'interno delle loro impostazioni tradizionali. Se combinato con il jazz, che era più simmetrico e caratterizzato da un back beat, venne creata una nuova fusione cubano-jazz, nota come Jazz afrocubano o Cubop.
I musicisti noti per aver piantato i semi di Cubop erano Mario Bauzá, un trombettista cubano, e Frank Grillo, un suonatore di maracas cubano noto anche come Machito. Entrambi emigrarono negli Stati Uniti, dove suonarono musica cubana e furono influenzati dal jazz. Una delle collaborazioni più importanti è stata quando Bauzá lavorava con il famoso trombettista jazz Dizzy Gillespie. Bauzá ha presentato Dizzy a Chano Pozo e Chiquitico, suonatori di conga e bongo rispettivamente; insieme fondarono una big band che univa jazz e musica cubana. Nel 1946 eseguirono il primo concerto jazz afro-cubano alla Carnegie Hall. Il concerto è stato sensazionale perché ha combinato linee di basso sincopate latine, percussioni, ritmi incrociati e linguaggio bebop su un'atmosfera latina. Alcune delle registrazioni più famose di questa band furono "Cuban Be", "Cuban Bop", "Algo Bueno" e "Manteca".

#### Brasile
Il jazz brasiliano ha le sue radici nel samba, che deriva da una combinazione di danze africane e ritmi di marcia del XIX secolo. Il ritmo samba è caratterizzato da un'enfasi sulla seconda battuta di ogni misura. A differenza della musica cubana, questo stile non ha uno schema clave, il che dà una sensazione più rilassata e meno tensione. La musica brasiliana fu introdotta negli Stati Uniti intorno agli anni '30 da Hollywood, con canzoni come "Tico-tico no fubá" e "Brazil", ma perse popolarità negli anni successivi fino alla sua rinascita nel 1962, quando il sassofonista Stan Getz e il chitarrista Charlie Byrd registrarono l'album Jazz Samba con la Verve Records dopo che Byrd fu ispirato da un viaggio in Brasile; il brano "Desafinado" raggiunse il primo posto nelle classifiche pop e vinse un Grammy per la migliore performance solista.
Negli anni cinquanta, il pianista Antônio Carlos Jobim, il chitarrista João Gilberto e il poeta Vinicius de Moraes introdussero uno stile simile al samba chiamato bossa nova, che si traduce in "nuovo stile" o "nuovo ritmo". Questa musica è più lenta, basata sul testo, malinconica e ha un'atmosfera dolce. la bossa nova non usava gli strumenti percussivi pesanti della samba ed era molto più morbida. La "Bim-Bom" di Gilberto, spesso descritta come la prima canzone della bossa nova, fu ispirata dal movimento di modernizzazione del Brasile dopo la seconda guerra mondiale negli anni 1950. Nel 1958, Jobim e de Moraes registrarono "Chege de Saudede", ma fu la versione di Gilberto a lanciare il movimento della bossa nova. Dopo l'uscita di Jazz Samba, Stan Getz invitò Gilberto a registrare un album insieme. Pubblicarono Getz/Gilberto nel 1964, che comprendeva anche la moglie di Gilberto, Astrud Gilberto, il cui stile vocale morbido divenne definitivo della bossa nova.
L'era della Bossa nova fu seguita da varie tendenze chiamate Música popular brasileira, incluso il Tropicalismo iniziato a Bahia.

### I Balcani
Milcho Leviev è stato il primo compositore a collegare definitivamente la musica folk bulgara e il jazz, la cui sintesi è evidente nei brani dei primi anni 1960, come "Blues in 9" e "Blues in 10", rispettivamente in 98 e 108 metri comuni alle danze popolari bulgare. Il primo dei due fa uso della provikvane, un elemento popolare bulgaro caratterizzato da un salto ascendente al tono principale della scala, e dell'interazione tra i due generi tramite chiamata e risposta. In tutto "Blues in 9", il richiamo è comunemente una parte modale di una melodia popolare bulgara, a cui corrisponde la sua risposta nello stile del blues pentatonico.

### Europa orientale
Il jazz fu introdotto a Mosca da Valentin Parnakh nel 1922. Questo evento fu seguito dall'arresto, imprigionamento e deportazione di molti musicisti jazz in tutta l'Unione Sovietica per la loro influenza occidentale, come ordinato da Joseph Stalin. Ciò non fece altro che rendere il genere più attraente per i giovani musicisti, dando vita a molteplici gruppi e orchestre jazz "underground", tra i primi dei quali c'era una manciata di ensemble azeri diretti dal 1926 da A. Ionannesyani e Mikhail Rol'nikov.
L'etno jazz è stato rappresentato più recentemente all'Eurovision Song Contest dalla Georgia con voci come "Three Minutes to Earth" dei The Shin e Mariko Ebralidze nell'concorso del 2014 e "Sheni gulistvis" (Per te) degli Iriao nel concorso del 2018.

### Medio Oriente
Gran parte della musica occidentale introdotta in Iran, e successivamente nei paesi limitrofi del Medio Oriente, dopo la seconda guerra mondiale dalle politiche di modernizzazione dello Scià Mohammad Reza Pahlavi fu accolta con una censura simile a quella avvenuta in Unione Sovietica decenni prima. Il jazz divenne popolare di contrabbando dopo la rivoluzione iraniana del 1979. Nel 1994, il sassofonista e direttore d'orchestra Peter Soleimanipour ricevette il primo permesso musicale dopo la rivoluzione, che portò alle esibizioni pubbliche della sua band Atin, che suonava standard jazz insieme a composizioni originali che combinavano elementi musicali iraniani con il jazz. Soleimanipour ha descritto la sua musica come talfiqi (trad. "fusione"), evitando esplicitamente l'etichetta di "artista jazz", incorporando ritmi africani e latini, strumentazione iraniana ed elementi jazz su lavori recenti come il suo album del 2003 Egosystem.